# 巴山镇 (城口县)
巴山镇，是中华人民共和国重庆市城口县下辖的一个乡镇级行政单位。

## 行政区划
巴山镇下辖以下地区：
巴山镇社区、立新村、民生村、元坝村、新岭村、黄溪村、农民村、努力村、联盟村、坪上村和龙王村。